# Výbor pro všeobecnou obranu
Výbor pro všeobecnou obranu (francouzsky Comité de la défense générale) byl krátce existující (od 4. ledna do 24. března 1793) ústřední výbor, který – na rozdíl od Prozatímní výkonné rady – zastupoval zákonodárnou část francouzské vlády.

## Vývoj
Výbor pro všeobecnou obranu měl být jmenován ostatními výbory. Nová instituce byla tedy odnoží stávajících výborů, a tudíž stále úzce spojena s Národním konventem. Zákonodárci reagovali podle stejné logiky a dne 6. března 1792 vytvořili Komisi dvanácti, která byla dne 18. července 1792 přeměněna na Komisi jednadvaceti integrací devíti dalších členů, převážně jakobínů. Ústřední výbor se skládal po třech členech z petičního, zemědělského, obchodního, dozorčího, vojenského a správního výboru.
Dne 1. ledna 1793 podal poslanec Armand de Kersaint zprávu Národnímu shromáždění o změně postoje britské vlády ke všemu, co se týká revoluce, jejího znovuvyzbrojení a jejích válečných příprav proti Francii. V novém dekretu navrhl různá ustanovení týkající se především námořnictva. Ihned byl odhlasován článek 9, který uváděl, že: „Válečný, finanční a koloniální, námořní, diplomatický, ústavní a obchodní výbor jmenují každý tři své členy, kteří se sejdou ve výboru s názvem Výbor pro všeobecnou obranu. Tento výbor se bude bez přerušení zabývat ministry, opatřeními potřebnými pro nadcházející boj a současným stavem věcí."
Sedm hlavních výborů Konventu bylo vyzváno, aby jmenovaly tři své členy, ale Námořní výbor jmenoval pět a Diplomatický výbor delegoval čtyři, tedy celkem 24 členů místo původně plánovaných 21.
Členové nominovaní svými kolegy byli většinou zkušení poslanci, kteří se zúčastnili buď Ústavodárného shromáždění (11) nebo Zákonodárného shromáždění (12), s výjimkou tří delegátů z výboru pro obchod. Rozhodující roli sehráli girondisté Marc Antoine Alexis Giraud z departementu Charente-Inférieure a Jean-Marie François Merlino z departementu Ain. Gironda měla prostou většinu s 11 poslanci, zatímco Hora měla sedm a Bažina jen čtyři zástupce.
Členové jednotlivých komisí podrobně:
- Námořní výbor: Henri Pascal de Rochegude, Jacques Taveau, Jean-Jacques Bréard, Jean-Pascal Rouyer, Nicolas-Joseph Marey
- Diplomatický výbor: Jacques Pierre Brissot, Armand de Kersaint, Marguerite Élie Guadet, Louis Bernard Guyton de Morveau
- Válečný výbor: Jean-Pierre Lacombe-Saint-Michel, Louis-Gustave Doulcet de Pontécoulant, Edmond Dubois-Crancé
- Finanční výbor: Joseph Cambon, Jacques Defermon, Jean-Joseph Johannot
- Ústavní výbor: Armand Gensonné, Bertrand Barère, Emmanuel Joseph Sieyès
- Koloniální výbor: Jean-Baptiste Boyer-Fonfrède, Jean-Augustin Pénières, Brunel
- Obchodní výbor: Jacques Lacaze, Jean-Marie François Merlino, Marc Antoine Alexis Giraud

Kritika špatných a chaotických pracovních metod výboru, kterou vyjádřil zejména Charles-François Dumouriez, vedla 25. března 1793 k rozpuštění výboru a jeho nahrazení nově vytvořenou Komisí pro blahobyt.